# Bob Marley Múzeum
A Bob Marley Múzeumegy a jamaicai Kingstonban található múzeum. A jamaicai főváros tengertől távolabbi – Szent András parókiai – területén járva találhatjuk a múzeumot, amelyet Bob Marley reggae-zenésznek szenteltek. A múzeum 1987 óta várja a látogatókat a Hope Road 56. szám alatt, mely Bob Marley egykori lakhelye.
Itt volt a Tuff Gong reggae-kiadó, amelyet a The Wailers alapított 1970-ben. 1976-ban ez volt a helyszíne egy sikertelen merényletnek is Bob Marley ellen. 
2015-ben járt itt a leköszönő demokrata elnök, Barack Obama is.

## Galéria

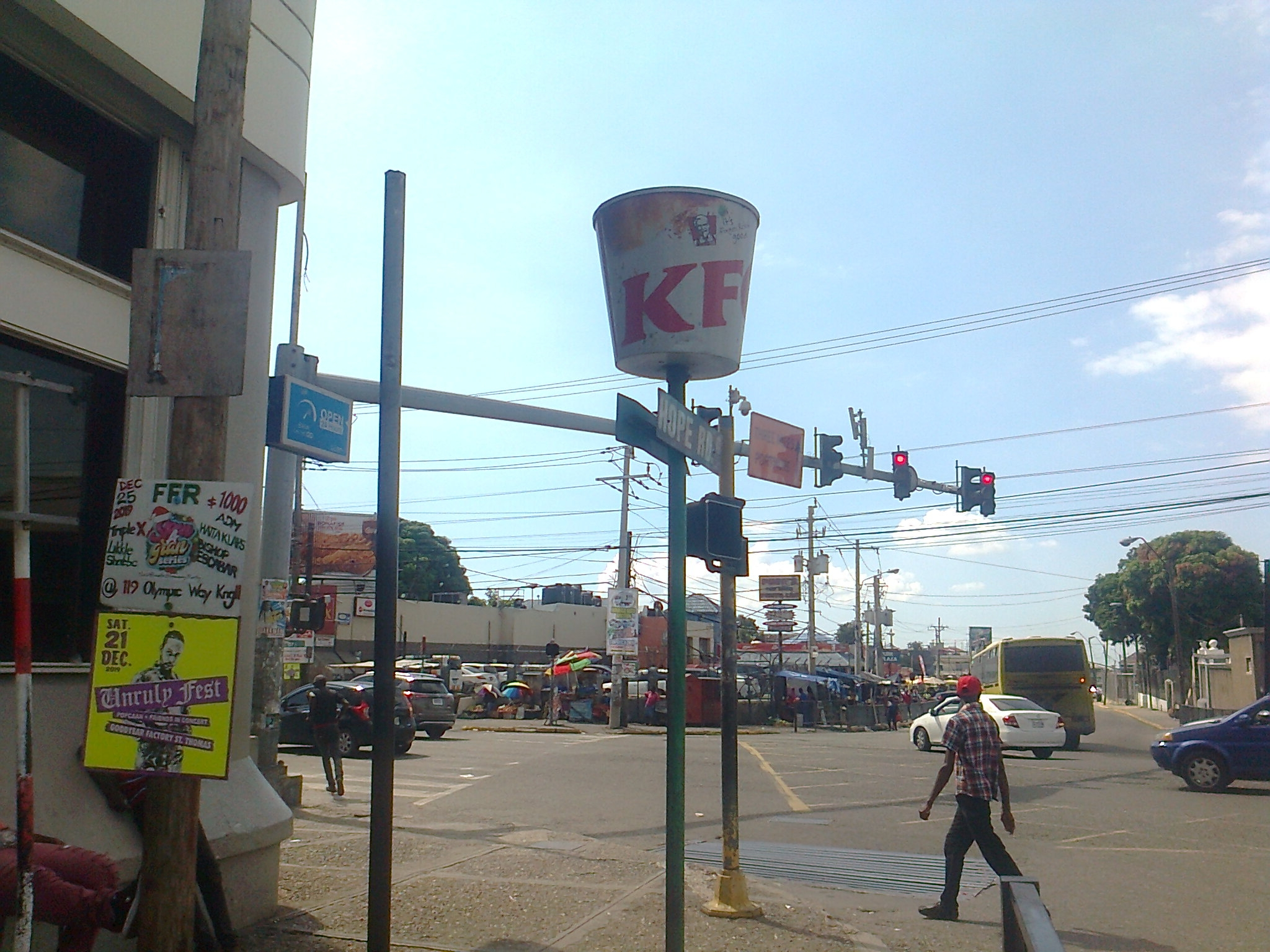
Hope Road, Jamaica, Kingston
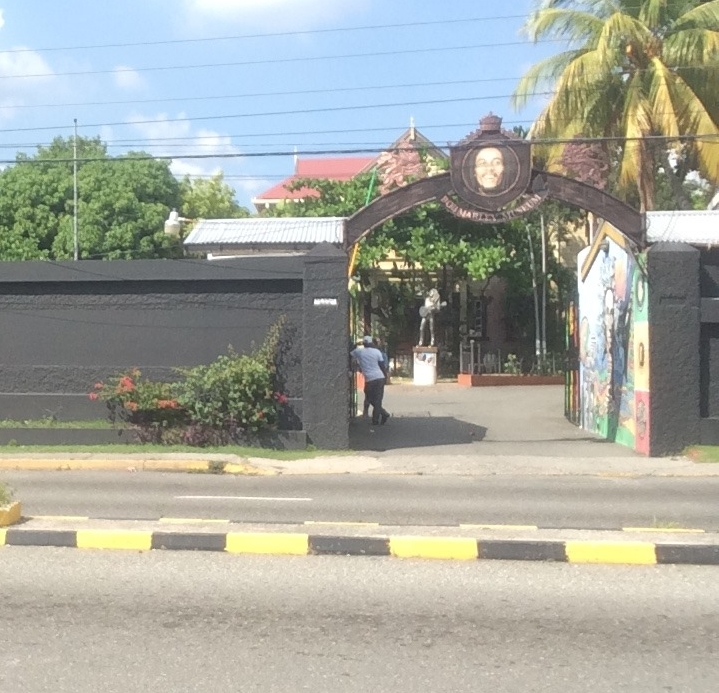
Hope Road 56.
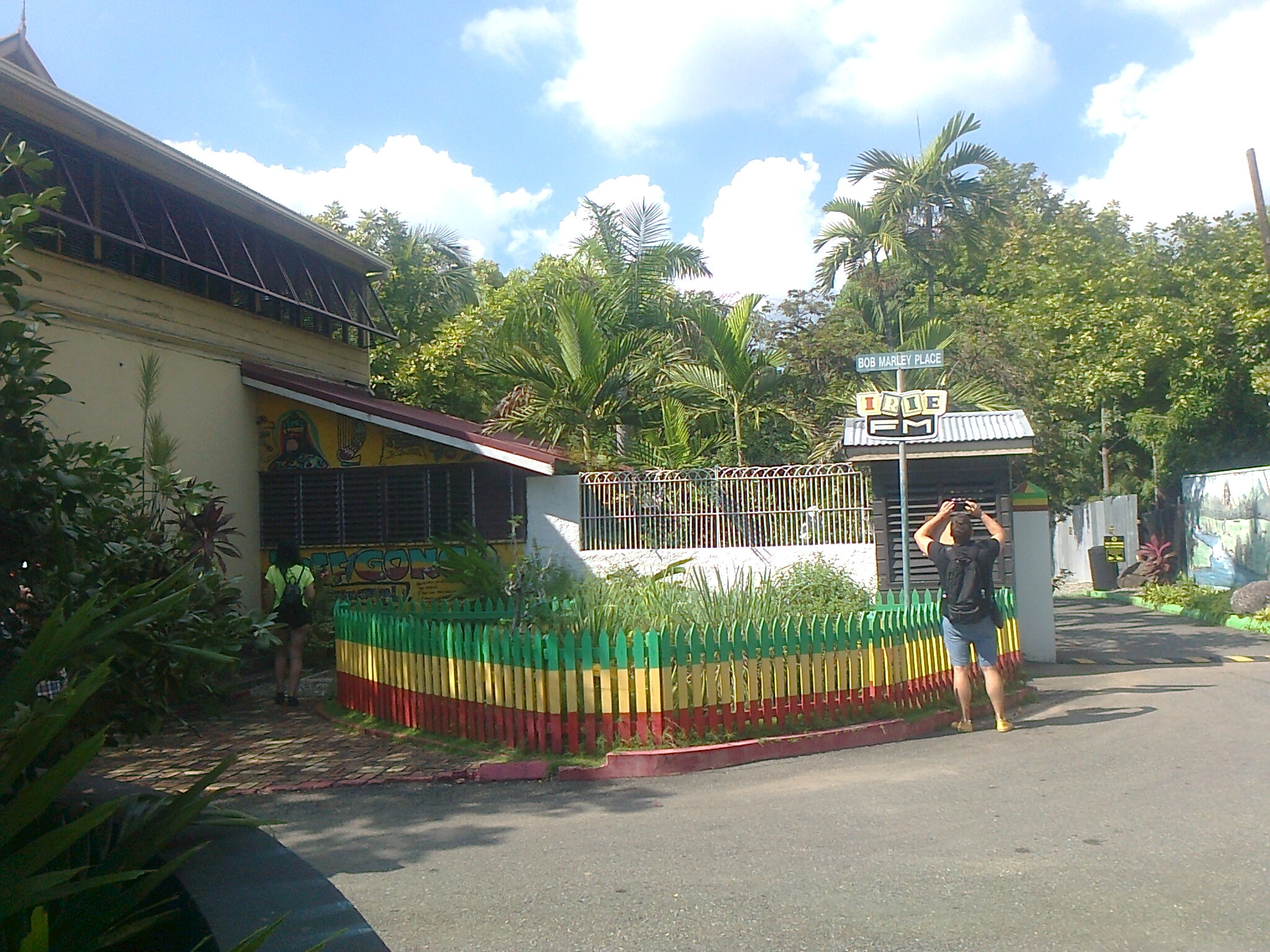
A múzeum udvara
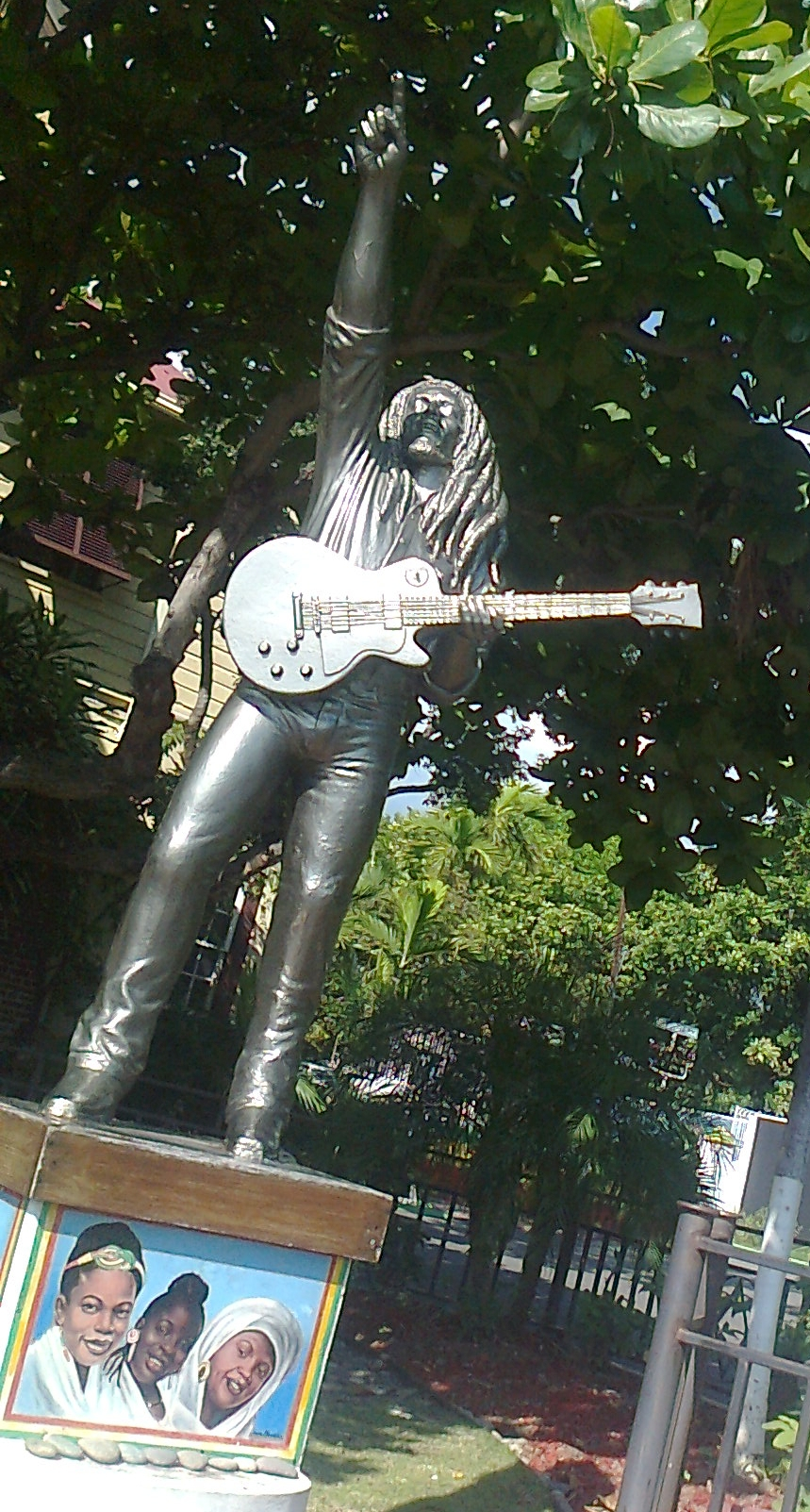
Bob Marley szobra a múzeum kapujában